# Hister abhorrens
Hister abhorrens är en skalbaggsart som först beskrevs av Schmidt 1889.  Hister abhorrens ingår i släktet Hister och familjen stumpbaggar. Inga underarter finns listade i Catalogue of Life.